# Spicer City
Spicer City – obszar niemunicypalny w Hrabstwie Kern, w Kalifornii (Stany Zjednoczone), na wysokości 75 m.